# مسی درخشان
مسی درخشان (انگلیسی: Paralucia aurifera) گونه‌ای از تیره پرنیان‌بالان است. این پروانه در سال ۱۸۴۸ توسط امیل بلانشار توصیف علمی گردید. مسی درخشان بالغ دارای طول بال ۲۵ میلی‌متر است. زمان پروازی این پروانه ماه‌های آذر، بهمن و دی می‌باشد. رنگ بال‌ها قهوه‌ای کدر است و در وسط سه گوش‌های نارنجی-طلایی وجود دارند. زیستگاه این پروانه در نیو ساوت ولز، تاسمانی، ویکتوریا و کوئینزلند می‌باشد.

## نگارخانه

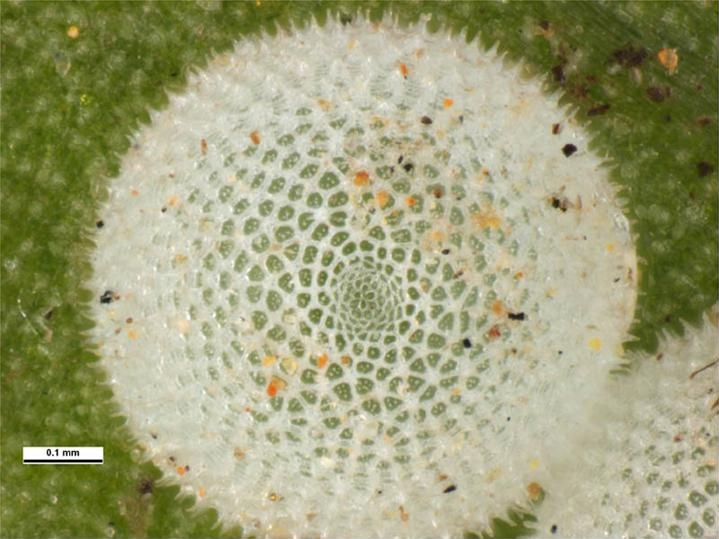
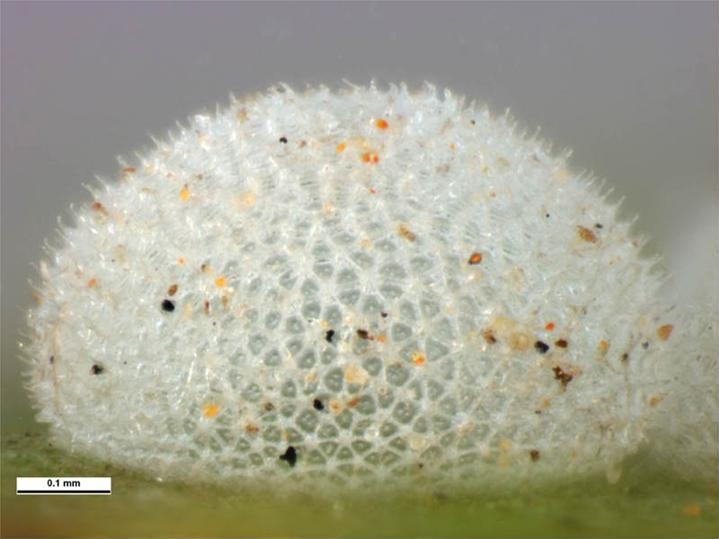
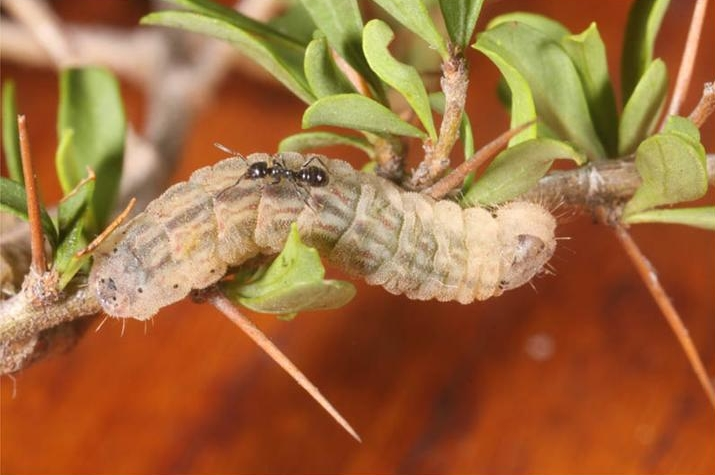
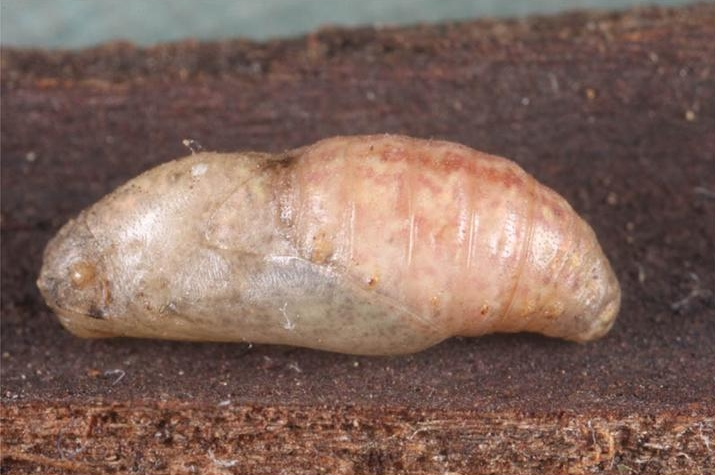
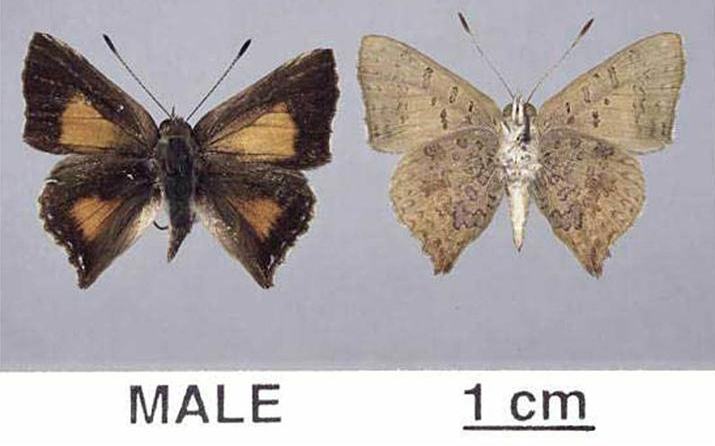
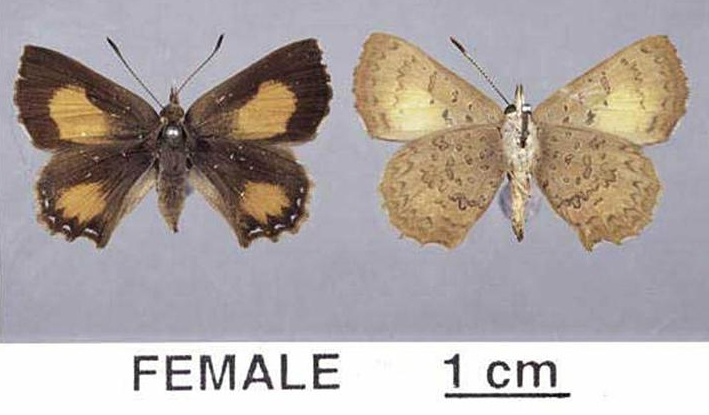
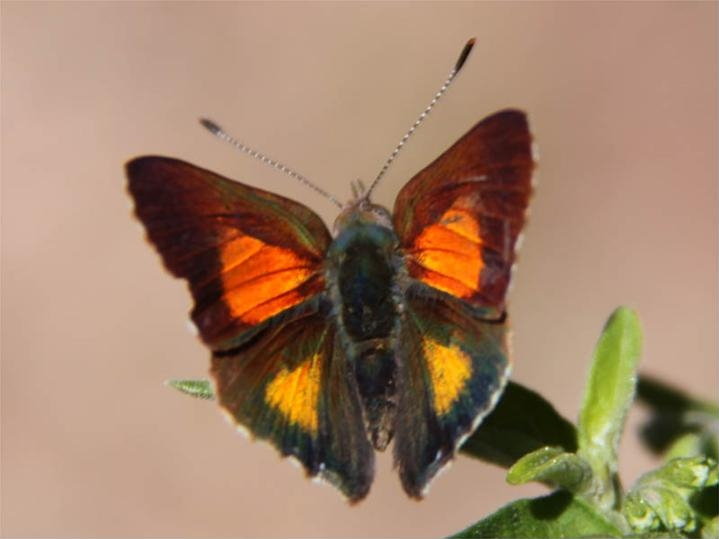
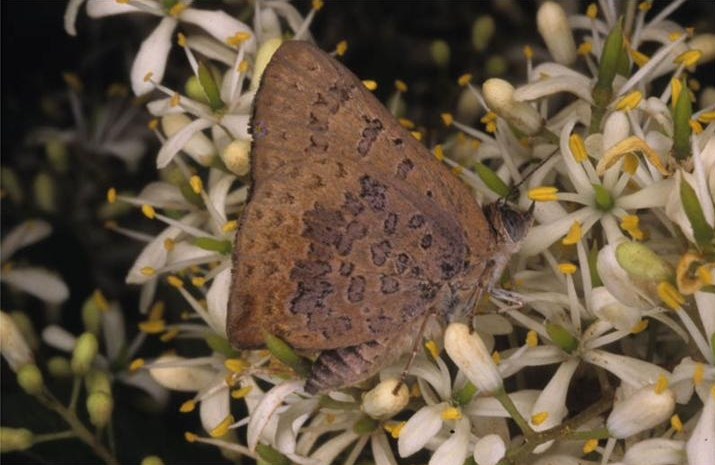